# Técnicas de teatro de títeres
Las técnicas de teatro de títeres son todas las técnicas que se emplean dentro del teatro de títeres. Teniendo en cuenta que la imaginación del constructor y del manipulador es capaz de crear una cantidad inabarcable de formas, tipos o manipulaciones.

## Títeres de hilo o marionetas
Los títeres de hilos o marionetas son aquellos que son manipulados por hilos (acero, lino, cáñamo) o a través de varillas (por ejemplo, pupi sicilianos). Los cuerpos están hechos de madera, pasta de madera… Las extremidades de la marioneta pueden ser de trapo relleno (papel, paja…). Los hilos o varillas, según el caso, se fijan en el centro, costados y en diferentes puntos de las articulaciones (codos, rodillas, muñecas, …) dependiendo del grado de dificultad, movimiento y expresividad que queramos darle. Las muñecas tienen pulseras de plomo y, cada miembro, está unido a un control por los hilos, desde donde se manipula.
El vestuario creado por los titiriteros tradicionales suelen ser realizados según los modelos antiguos. Está realizado, normalmente, en lana seda o algodón. Los pelos, a menudo, están realizados en crin, nailon, crespón o, incluso, con cabello humano real.
Con esta técnica se manejan los pupi sicilianos, las marionetas de ópera de Praga, etc.

## Títeres de guante
Tiene otros nombres dependiendo del origen, títeres de cachiporra, “cristobica”, curritos, barriga verde, “putxinel-lis”, guiñoles... Los títeres más antiguos tenían sus cabezas talladas en madera, pero, en estos tiempos, podemos hallarlos en cartón piedra, poliéster, goma espuma, látex y diversos materiales. Los vestidos de los muñecos son de tela y podemos encontrarnos, habitualmente, que muchos titiriteros los vistan con una camisola más ajustada (camisa), oculta, que sirva para introducir nuestra mano y que los dedos queden correctamente situados. Encima iría un segundo vestido que reflejaría el carácter del personaje. Sus cuerpos no están muy proporcionados. Algunos tienen piernas cosidas que les permiten sentarse en el teatrino.
El títere de guante suele asociarse al teatro popular, más directo y con lenguajes más atrevidos y deslenguados.
Títeres que se manejan con esta técnica: Punch and Judy, títeres de guante chinos...

## Títeres de varilla
Véase Títeres de varilla.

## Marotas
El origen de este títere viene del bastón con cascabeles utilizado por el bufón. Es un títere manejado por elevación. Se trata, pues, de un títere con un eje inferior cuya mano es la del propio manipulador. Este término proviene de la palabra francesa marotte, cetro de bufón. El único eje que lo sustenta sostiene la cabeza y hace también de estructura del muñeco. La mano del manipulador puede enfundarse en un guante que tenga el mismo color de la cara del títere.
Existen variantes que permiten variar sus dotes interpretativas:
- Dándole articulación a algunos elementos de su cuerpo:[6] mandíbula, brazos, ojos, cejas, etc. Como, por ejemplo, los títeres Bambara de Malí, Lobi de Burkina Faso o  Nagó de Benín.

- Con doble manipulación de guante y varilla. Se coloca, a diferencia del guante, una varilla en el eje de la cabeza que se sujeta con el dedo corazón anular y meñique; y, las manos del muñeco se manipulan con el índice y el pulgar.[7]

## Bocones omuppets
Se trata de un títere de boca grande, popularizado por Jim Henson en su programa de televisión. Esta palabra es originaria de México y hace alusión a su enorme boca. En estos casos su diseño plástico y su manipulación están íntimamente unidas. Están generalmente realizados con materiales modernos como la goma espuma y se les da forma mediante tijeras o cortaplumas. Tienen un antecedente en los títeres construidos por los titiriteros de guante tradicionales, realizados de cartón y madera que representaban a dragones, culebrones y cocodrilos.
Las tres maneras más comunes para manipular este tipo de títeres son:
- El clásico: la mano del titiritero mueve manipula la cabeza y la boca y las manos del títere son manipuladas por una varilla. Un ejemplo de esto sería Kermit the Frog, conocida también como Gustavo o Rana René.
- Para dos titiriteros: Un manipulador maneja la cabeza y una de las manos del títere; la otra es operada por otro titiritero.
- Con uso de botarga:[9] Se emplea un disfraz de cuerpo completo, donde el manipulador manipula la cabeza, creándose así la ilusión de un personaje igual o mayor al ser humano.

Este tipo de títeres también recibe el nombre de muppets, que viene de la contracción de mouth (boca) y puppet (títere), características sobresalientes de este tipo de títeres.

## Títeres de mesa obunrakus
Encontramos diferentes manifestaciones en el transcurso de la historia:
- Europa: durante la Edad Media, ya aparecen títeres manipulados sobre una mesa en grabados checos. En el Museo de la Edad Media de Cluny, en París, existe la figura (escultura de Auvernia del siglo XVI) del Mal Ladrón que mueve sus ojos y su boca, mostrando un gesto de asombro por algo. La manifestación más antigua encontrada la podemos ver en el manuscrito Hortus Deliciarium de Herrade de Landsberg (alrededor de 1170). En esta aparecen dos titiriteros de pie, en una mesa, tirando de dos cordeles, dando vida a dos soldados.
- Asia: en el sur de China, en el siglo XIX, el teatro de sombras cayo en desuso y los titiriteros de la provincia de Cantón, en la región de Chaozhou, los sustituyeron por títeres con volumen manipulados con varillas. En Japón encontramos la tradición del Bunraku, aunque hay grabados antiguos que nos muestran representaciones anteriores en otros lugares.

Sin embargo, la técnica que más ha influenciado a los actuales títeres de mesa es la de Bunraku japonés. Está técnica fue extendiéndose, durante la segunda mitad del siglo XX, entre muchas compañías de todo el mundo, adaptándolo a sus diferentes maneras de trabajar.
Existen diferentes formas creativas de manipularlos. Una de las más extendidas está pensada para un solo manipulador, en esta, la mano del titiritero se introduce por el tórax, soportando y desplazando, si así está pensado, de izquierda a derecha la cabeza del títere. La otra mano mueve uno de los brazos del muñeco.
Pero, como podemos apreciar en la película de Chaplin La quimera del oro (1925), la creatividad no tiene límites y cualquier objeto manipulado con sentido puede adquirir vida sobre una mesa.

## Títeres de teclado
Se trata de un títere manipulado por un conjunto de comandos, la manipulación puede ser desde arriba o al mismo nivel del muñeco. Las manifestaciones de este tipo de técnica las encontramos por todo el mundo. En Italia ya la atestigua Charles Maguin en su “Historia de las marionetas en Europa”. En Francia, en el museo de Aix, en Aix-en- Provence y Marsella, existen ocho belenes parlantes que datan del siglo XIX. En Dresde, Alemania, el treatrum mundi de Heinrich Apel, utilizaba títeres accionados por una manivela. En China; en la región de Pekín y Nankín, la manipulación tradicional de los títeres de varillas está accionada mediante unos teclados. En España, podemos encontrar el Tirisiti, cuyo origen se sitúa entre 1870 y 1880, en Alcoy, que combina los títeres de varilla con títeres movidos por pequeños mecanismos. Pero, quizá, la manifestación más relevante de este tipo, la constituya el karakuri ningyô.

## Teatro de sombras
Cuando y como apareció el teatro de sombras es un auténtico misterio. El teatro de sombras se entremezcla con lo religioso y en sus manifestaciones en la India y en Indonesia es difícil delimitar cuando fue su aparición. Lo que si podemos considerar es una distinción entre teatro de sombras tradicional y teatro de sombras contemporáneo.

### Teatro de sombras tradicional
El teatro tradicional de sombras podemos encontrarlo esencialmente en Asia. La tradición de sombras asiáticas puede datarse aproximadamente hace un milenio. Las manifestaciones teatrales de sombras las podemos encontrar de muy diversas maneras, ya sea por el área geográfica, la concepción religiosa o la manifestación cultural. Podemos encontrar teatro de sombras en diversos países que van desde el sudeste asiático, a Turquía pasando por la India y China. Pero hay tres temáticas recurrentes en todas las manifestaciones teatrales de sombras:
El tratamiento de la muerte
La muerte, su concepción y la manera de ver la transcendencia, está muy ligada a las sombras asiáticas tradicionales. Por un lado, el material de los títeres, el cuero (en China, piel de cabra y asno; en el sudoeste asiático, piel de búfalo de agua; en India, piel de cabra y de búfalo) condicionan el vínculo entre el artesano y la propia construcción de los títeres. Un ejemplo de esto es:
- En Camboya, la figura de Preah Muni Eysi, que debía de estar hecha de piel de oso o pantera.
- En Java o Bali, eran necesarias unas horas de meditación antes de realizar figuras como el Árbol de la Vida o el títere dios-clow.
- En China, Margot Bertold,[14] nos cuenta la sugerente relación entre la creación de las sombras chinescas y el emperador Wu Ti.
- En Turquía, el Karagöz, está hecho con la intención de resucitar dos bufones que fueron ejecutados.

La divinidad como tema común.
Las historias del teatro asiático en su diversidad comparten un gusto por lo extraordinario, por lo fantástico y llenan sus cuentos de divinidades, demonios y animales mágicos. Las sombras, por su propia idiosincrasia, permiten crear ese halo de misterio que envuelve en una atmósfera especial al público que lo contempla. Encontramos así cierta reiteración de las temáticas fantásticas en diferentes países:
- El Ramayana, se hace predominante en India y el sudoeste asiático.
- En China, los relatos populares en la novela traspasan el papel para incorporarse muy bien al género del teatro de sombras. El tema de las mujeres-serpientes, el del rey de los monos (Sun Wukong) o el de los inmortales taoístas son asimilados fácilmente por la magia de las sombras.

### El teatro de sombras contemporáneo
El teatro de sombras contemporáneo busca un objetivo más lúdico que el teatro de sombras tradicional. Sus zonas de influencia también son distintas. Europa, Norteamérica, Japón y Australia, fueron pioneras en estos cambios, aunque hoy día también comienza a extenderse a Corea y zonas más tradicionales en el arte de las sombras como son, China y el sudoeste asiático. Se trata de un teatro, en su temática y finalidad, mucho menos religioso, más plástico y más realista. Sus tres formas más populares son:
1. De títeres y objetos.
2. El que utiliza las manos como proyectoras de sombras.
3. El que utiliza las sombras corporales.

En Europa, la pantalla y los títeres serán los desencadenantes de esta nueva concepción del teatro de sombras. Avances técnicos como las lámparas halógenas hacen que este arte teatral pueda desarrollar nuevas posibilidades. La lámpara halógena, permite al titiritero alejar la sombra de la pantalla sin que está pierda definición y jugar, así, con los distintos tamaños que la sombra proporciona. El desarrollo en la movilidad de esta nueva forma de luz permitió una enorme expresividad y un gran enriquecimiento plástico. El titiritero podía jugar con una tercera dimensión, aportando una nueva fuente creativa muy enriquecedora.
La pantalla.
Se experimentó también con nuevas zonas de proyección, dejando a las pantallas rectangulares como una forma más entre las múltiples posibilidades. Encontramos, así, diversas formas en los lugares donde proyectar:
- En Suiza, Hansueli Trueb utilizó pantallas en forma de vela que tenían movimiento.
- En Alemania, Meninger Puppentheater, utilizaba toda una carpa circular como zona de proyección; Anu, proyectaba las sombras sobre edificios.
- En Francia, Amorós y Agustí movieron pantallas con cuerdas y poleas, dejando al espectador la posibilidad de contemplar las historias desde diferentes ángulos.
- En Italia, Giocco Vita utilizó las técnicas de juego abierto, permitiendo a los espectadores contemplar a los titiriteros, actuando de cara a la pantalla y no detrás, como tradicionalmente.

Los títeres.
La renovación en los materiales de construcción es el elemento más importante en los títeres para sombras. El papel, la madera, el alambre, el cartón, las telas, el vidrio, el agua... entran a formar parte de lo proyectable. Muchos artistas plásticos se acercan al teatro de sombras para expresarse y explorar nuevos mundos. Este es el caso de Larry Reed y  Made Moja, que exploran desde la visión de la pintura, el teatro de sombras.
Luc Amorós, Jean-Pierre Lescot, Tadeus Wierzbizke] y Herta Shönewolf son grandes titiriteros que jugaron con diversos materiales para la construcción de títeres para la proyección de sombras.